# Geissorhiza barkerae
Geissorhiza barkerae är en irisväxtart som beskrevs av Peter Goldblatt. Geissorhiza barkerae ingår i släktet Geissorhiza och familjen irisväxter. Inga underarter finns listade i Catalogue of Life.